# Daniel Diges
Daniel Diges García (Alcalá de Henares, 17 de janeiro de 1981) é um ator e cantor espanhol que ficou conhecido no Brasil por interpretar Jean Valjean na segunda montagem brasileira do musical Les Misérables, em 2017.
Representou a Espanha, no Festival Eurovisão da Canção 2010, em Oslo, Noruega, com a música Algo Pequeñito, cantada exclusivamente em espanhol.
Depois de estudar no Teatro Escuela Libre de Alcalá de Henares (TELA) e fazer sucesso em algumas séries de televisão nas emissoras Antena 3 e Telecinco, Diges se dedicou ao Teatro Musical, interpretando entre 2010 e 2012 o personagem Enjolras, no Les Misérables de Madrid, na Espanha.